# مثل زهرة
مثل زهرة (بالإنجليزية: Like A Flower)‏ (بالإسبانية: Como La Flor)‏ هو العطر الثاني من سيلينا. صدر في 15 ديسمبر 1996 في الولايات المتحدة والمكسيك. بيع منه أكثر من 700,000 قنينة بحلول العام 1999.

## مبيعات
| البلد            | مبيعات  |
| ---------------- | ------- |
| الولايات المتحدة | 700,000 |
| المكسيك          | 200,000 |